# Glory Alozie
Glory Alozie (Amator, Nigèria 1977) és una atleta nigeriana, nacionalitzada espanyola, especialitzada en 100 metres tanques.

## Biografia
Va néixer el 30 de desembre de 1977 a la ciutat d'Amator, població situada a Nigèria. El 6 de juny de 2001 va adquirir la nacionalitat espanyola.

## Carrera esportiva

### Amb Nigèria
Va participar, als 22 anys, en els Jocs Olímpics d'Estiu de 2000 realitzats a Sydney (Austràlia), on en representació de Nigèria va aconseguir guanyar la medalla de plata en la prova dels 100 metres tanques quedant per darrere de la kazhak Olga Xixíguina. També participà en la prova dels relleus 4x100 metres, on finalitzà en setè lloc, guanyant aíx un diploma olímpic.
Al llarg de la seva carrera amb Nigèria guanyà sengles medalles de plata en el Campionat del Món d'atletisme, dues medalles d'or en el Campionat d'Àfrica i una medalla en el Campionat del Món d'atletisme en pista coberta.

### Amb Espanya
Membre del València Terra i Mar, va participar en els Jocs Olímpics d'Estiu de 2004 realitzats a Atenes (Grècia), on fou eliminada en semifinals de la prova dels 100 metres tanques.
Al llarg de la seva carrera esportiva amb Espanya ha guanyat dues medalles en el Campionat del Món d'atletisme en pista coberta, totes elles de plata, i una medalla en el Campionat d'Europa d'atletisme.